# Harirud
Reka Harirud (perzijsko هریرود ali darijsko هری رود; Harī Rōd}}; paštunsko د هري سیند) ali reka Herat ali reka Tejen je reka, ki teče 1100 kilometrov od gora osrednjega Afganistana do Turkmenistana, kjer je oblikuje oazo Tejen in izgine v puščavi Karakum. V spodnjem toku reka predstavlja severni del meje med Afganistanom in Iranom ter jugovzhodni del meje med Turkmenistanom in Iranom.
Ime reke izhaja iz staroperzijske besede Harawaiah 'reka, bogata z vodo'.
V Turkmenistanu je Harirud znana kot reka Tejen ali Tedžen in teče blizu mesta Tejen. Starim Grkom je bil znan kot Arius. V latinščini je bila znana kot Tarius.

## Zgodovina
Ena teorija nakazuje, da sta rigvedski Saraju in Harirud ista reka.
Budistični samostan, ročno izklesan na strmini reke Harirud, je obstajal v prvih stoletjih med razširjenostjo budizma. Umetne jame so razkrile pričevanje o vsakdanjem življenju budističnih menihov.

## Potek
Reka izvira v vzhodnem delu province Gor v gorovju Baba, ki je del razširitve sistema Hindukuš in sledi relativno ravni poti proti zahodu.
Približno 200 kilometrov gorvodno od Herata se reka sreča z reko Džam na mestu minareta Džam, drugega najvišjega starodavnega minareta na svetu s 65 metri.
V zahodnem Afganistanu Harirud teče južno od Herata. Dolina okoli Herata z gorovjem Paropamisus (Selseleh-ye Safēd Kōh) na desnem bregu reke, je bila zgodovinsko znana po svoji rodovitnosti in gosto pridelani kulturi. Za Heratom se reka obrne proti severozahodu, nato proti severu in tvori severni del meje med Afganistanom in Iranom. Severneje tvori jugovzhodni del meje med Iranom in Turkmenistanom. Na reki je jez prijateljstva med Iranom in Turkmenistanom.[6]
Jez afganistansko-indijskega prijateljstva (jez Salma) je projekt jezu za hidroelektrarne in namakanja na Harirud v okrožju Čišti šarif v provinci Herat v zahodnem Afganistanu.
Povprečni letni pretok reke Harirud je okoli 55 m³/s, med spomladansko poplavo leta 1939 pa je pretok narasel na 1090 m³/s.
Leta 2000 je reka med 10-mesečno sušo popolnoma presahnila.

## Pulkhatinski most
Neuporabljen kamniti most s petimi loki v regiji Ahal v Turkmenistanu. Stoji približno 2 kilometra severno od Jezu prijateljstva Iran-Turkmenistan.
Pulkhatin v prevodu pomeni 'bogata ženska'. V turkmenskem izročilu je bila skrbnica mostu ženska, ki je obogatela z obdavčitvijo vseh popotnikov; Aleksander Veliki je očitno zavrnil plačilo te pristojbine in prečkal tok nižje.